# Subatlantic
Subatlantic è un singolo del gruppo musicale tedesco The Ocean, pubblicato il 19 aprile 2023 come quarto estratto dal decimo album in studio Holocene.

## Descrizione
Si tratta del brano conclusivo del concept e si caratterizza musicalmente per una lunga introduzione di ispirazione trip hop che sfocia verso sonorità spiccatamente post-metal, con il cantante Loïc Rossetti che si cimenta in un cantato prevalentemente in screaming.

## Video musicale
Il video, reso disponibile in concomitanza con il lancio del singolo attraverso il canale YouTube della Pelagic Records, rappresenta il seguito di quello di Parabiosis ed è stato diretto da Drew Storcks e girato a Porto Rico. In esso viene mostrato il medico di Parabiosis (interpretato dal chitarrista Robin Staps) che, dopo aver confinato i propri pazienti nei loro purgatori personali a seguito della loro adesione al programma anti-invecchiamento, si ritrova inseguito da una figura mascherata che lo insegue attraverso la foresta pluviale e le spiagge tropicali. Solo verso il finale egli si rivela essere Rossetti.

## Tracce
Testi di Robin Staps, musiche di Robin Staps e Peter Voigtmann.
1. Subatlantic – 6:55

## Formazione
Hanno partecipato alle registrazioni, secondo le note di copertina di Holocene:
Gruppo
- Loïc Rossetti – voce
- Paul Seidel – batteria, vibrafono
- Mattias Hägerstrand – basso
- Peter Voigtmann – tastiera, percussioni, arrangiamento
- Robin Staps – chitarra, voce, arrangiamento
- David Ramis Åhfeldt – chitarra

Altri musicisti
- Fritz Mooshammer – tromba, corno
- Steve Thompson – trombone
- Karin Park – voce

Produzione
- Robin Staps – produzione, registrazione (Oceanland 2.0)
- Peter Voigtmann – registrazione (Die Mühle)
- David Åhfeldt – registrazione (Oceanland 2.0)
- Loïc Rossetti – registrazione (Oceanland 2.0)
- Steve Thompson – registrazione trombone
- Chris Edrich – produzione vocale
- Karl Daniel Lidén – missaggio, mastering
- Martin Kvamme – artwork, impaginazione
- Stefan Alt – artwork, impaginazione